# Jakov Petrovič Kulnjev
Jakov Petrovič Kulnjev (rusko Я́ков Петро́вич Ку́льнев), ruski general, * 6. avgust 1763, † 1. avgust 1812.
Bil je eden izmed pomembnejših generalov, ki so se borili med Napoleonovo invazijo na Rusijo; posledično je bil njegov portret dodan v Vojaško galerijo Zimskega dvorca.

## Življenje
Med 21. aprilom 1770 in 18. februarjem 1785 se je šolal v Vojaški šoli poljskega plemstva; po zaključku šolanja je bil dodeljen v Černigovski pehotni polk. A že v istem tednu, 25. februarja 1785 je bil premeščen v Sanktpeterburški dragonski polk; z njim se je leta 1789 udeležil bojev proti Turkom. Med 11. majem 1792 in 27. marcem 1793 je sodeloval v bojih na Poljskem. 
Naslednje leto je bil premeščen v Perejaslaveljski konjeniško-lovski polk, s katerim se je udeležil bojev proti poljskim upornikom. Za svoje zasluge v bojih je bil 28. oktobra 1794 povišan v stotnika in 7. novembra istega leta še v majorja. Po razpustitvi polka 20. marca 1797 je bil premeščen v Sumijski huzarski polk, 21. avgusta istega leta v Ivanovski huzarski polk, nato pa je bil 8. maja 1801 premeščen nazaj v Sumijski huzarski polk. 
8. avgusta 1806 je bil skupaj s celotnim skvadronom premeščen v Grodnenski huzarski polk. Med 4. novembrom 1806 in 16. marcem 1807 se je bojeval proti Francozom v Prusiji. 20. aprila istega leta je bil povišan v podpolkovnika,  26. aprila 1808 je bil povišan v polkovnika in avgusta istega leta še v generalmajorja.